# Oscar (gatto)
Oscar o Oskar fu un gatto di bordo a servizio delle navi sia della marina tedesca che di quella britannica durante la seconda guerra mondiale.
Presumibilmente nato in Germania, fu salvato dai marinai britannici dopo l'affondamento della corazzata del Reich Bismarck nel 1941 e imbarcato sul cacciatorpediniere HMS Cossack; fino alla fine della guerra fu imbarcato, poi passò al servizio in terraferma a Gibilterra e, a seguire, fu affidato ad un marinaio ritirato presso una casa di riposo per veterani della Royal Navy a Belfast, città dove morì nel 1955.
All'epoca il ruolo di gatto di bordo era una posizione riconosciuta ufficialmente da diverse marine.
Ciò per motivi scaramantici e per il rispetto di un'antica tradizione, ma anche per combattere i roditori; infatti, l'uso di gatti sulle unità navali è una consuetudine diffusa sin dall'epoca fenicia.
Nella marina britannica tale consuetudine fu mantenuta fino al 1975.
Per essere sopravvissuto all'affondamento delle tre navi più importanti sulle quali fu imbarcato, Oscar si guadagnò, da parte dei marinai britannici, il soprannome di Unsinkable Sam (Sam l'inaffondabile).

## Bismarck

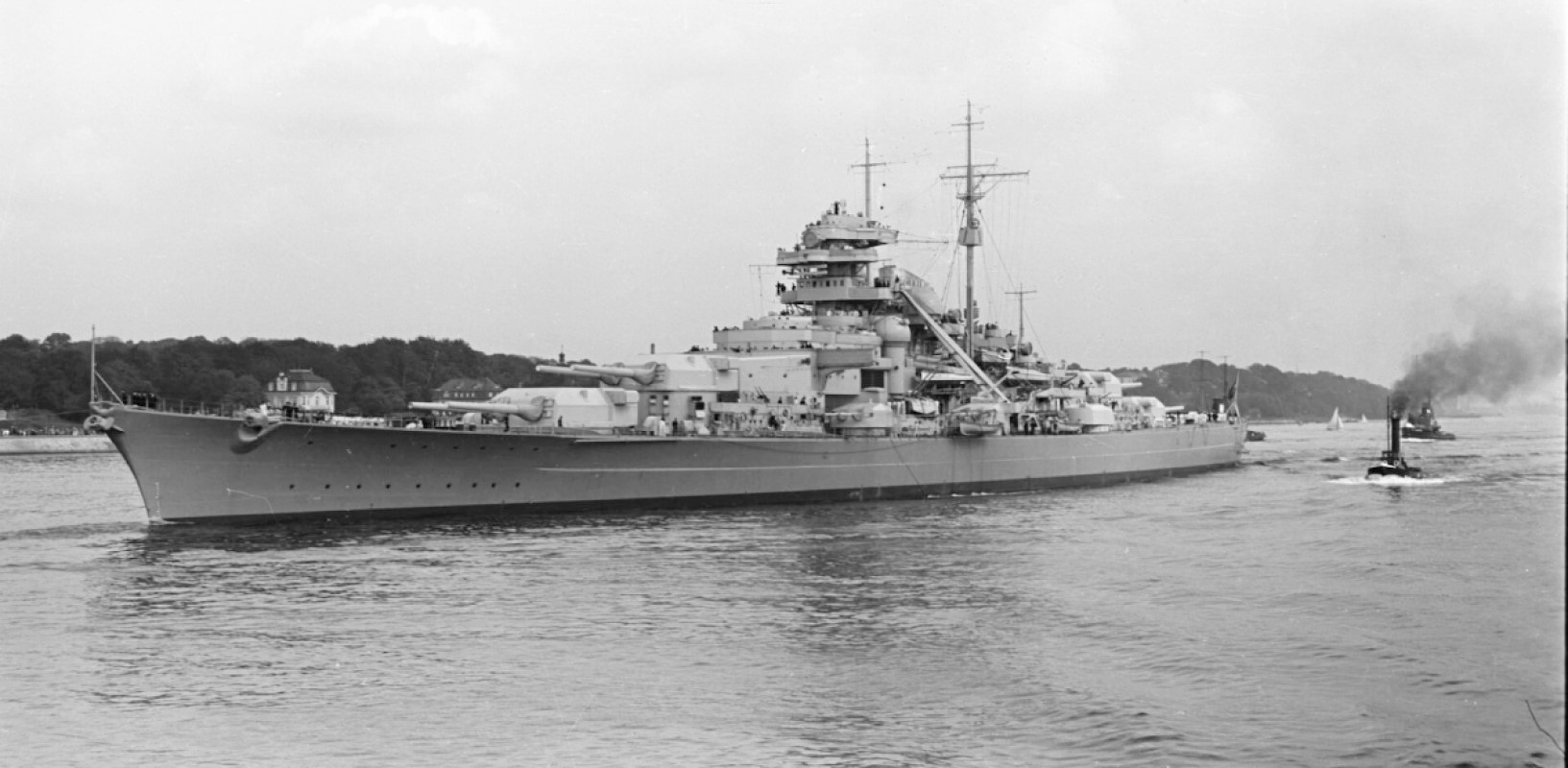
La Bismarck

Oscar era un gatto a chiazze bianche e nere, di proprietà di un ignoto marinaio in servizio sulla nave da battaglia Bismarck durante il suo primo e unico viaggio nel maggio del 1941.
La Bismarck fu affondata in mare aperto dopo una lunga caccia ed un intenso cannoneggiamento a opera della marina britannica.
Il 27 maggio sopravvissero all'affondamento solo 115 marinai su oltre 2200 imbarcati.
Il gatto fu trovato ore dopo l'affondamento, appollaiato su di un'asse galleggiante; esso venne recuperato dall'equipaggio del cacciatorpediniere HMS Cossack che lo adottò.
Il gatto fu ribattezzato Oscar dall'equipaggio britannico.

## HMSCossack

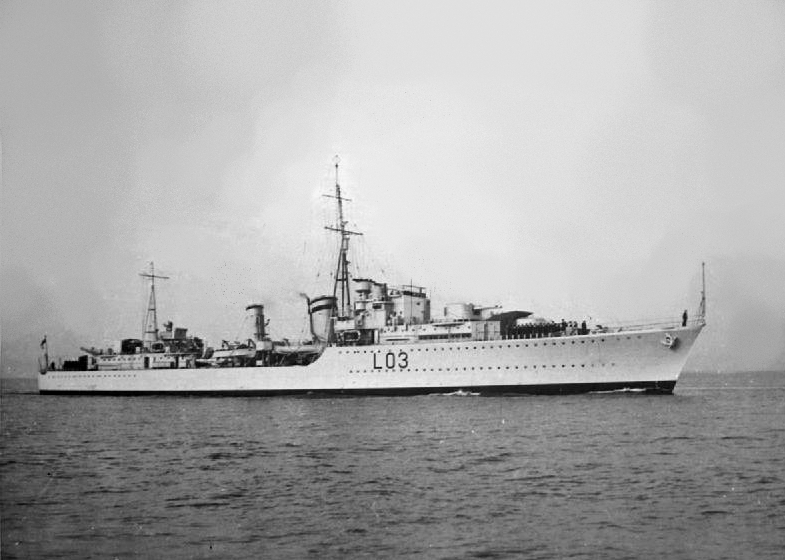
Il Cossack

Oscar rimase a bordo del Cossack per alcuni mesi, durante i quali la nave agì come unità di scorta nel Mediterraneo e nell'Atlantico settentrionale.
Il 24 ottobre 1941 il Cossack fu intercettato dall'U-Boot U-563 durante una missione di scorta ad un convoglio da Gibilterra al Regno Unito.
Colpito da un siluro, subì gravi danni che ne compromisero la stabilità: la prua era stata danneggiata per circa un terzo della lunghezza della nave, causando 159 vittime.
Il cacciatorpediniere HMS Legion tentò di portare a traino la nave danneggiata; tuttavia, un peggioramento delle condizioni meteo fece fallire il tentativo. Dopodiché l'equipaggio, compreso il gatto Oscar, fu tratto in salvo dal Legion mentre il Cossack affondava il 27 ottobre al largo di Gibilterra.

## HMSArk Royal

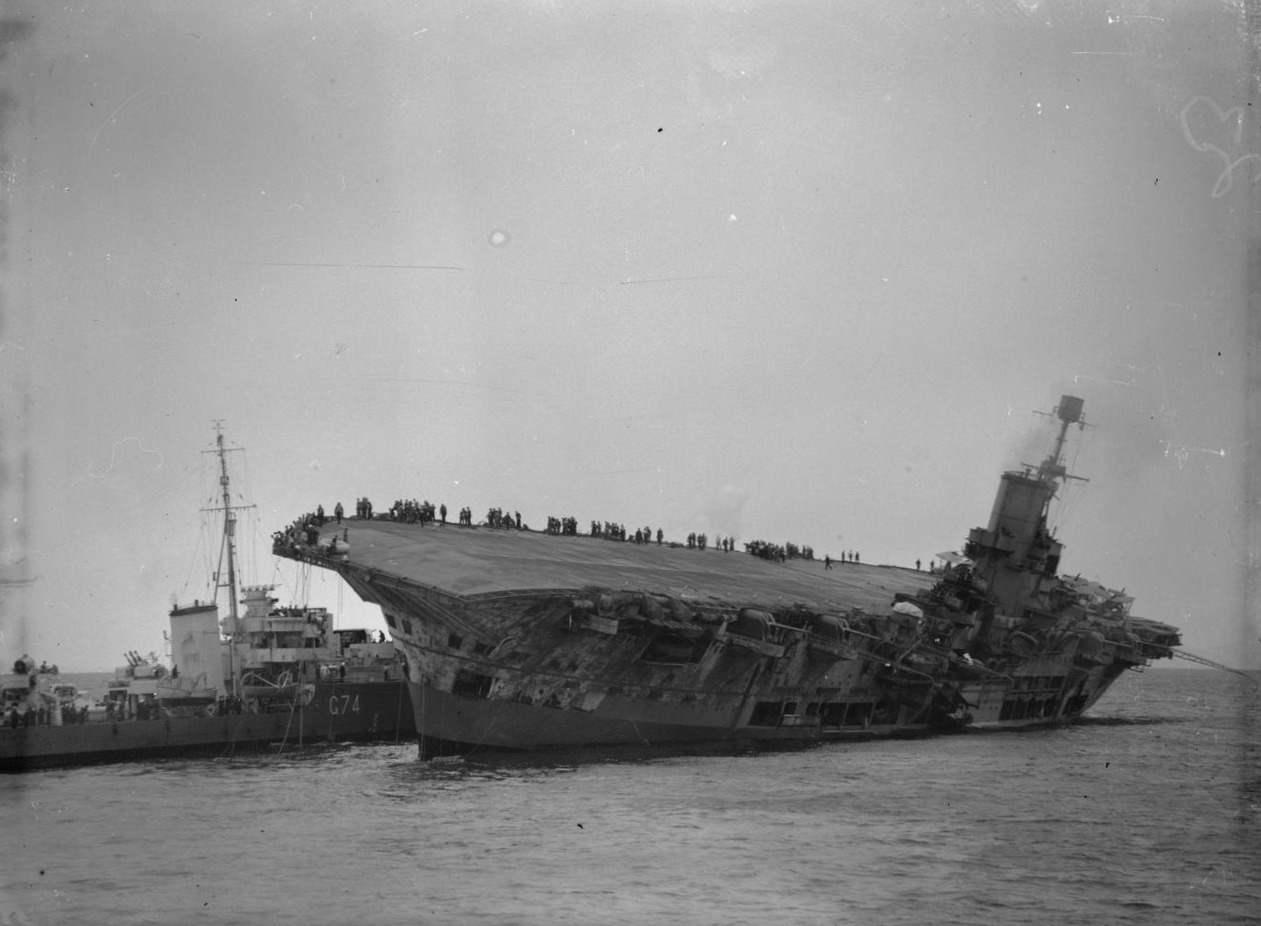
La Ark Royal poco prima dell'affondamento

Soprannominato Unsinkable Sam, venne riassegnato alla portaerei HMS Ark Royal, che aveva partecipato all'affondamento della Bismarck.
Durante un viaggio di ritorno dal Mediterraneo centrale, dove aveva lanciato degli aerei di rinforzo verso Malta, il 14 novembre 1941 la Ark Royal venne silurata dall'U-81. Ogni tentativo di traino del relitto fallì per via della dimensione delle falle e la nave si capovolse a trenta miglia dalla costa di Gibilterra.
L'affondamento fu abbastanza lento da permettere di salvare tutto l'equipaggio, con l'eccezione di un solo uomo. Unsinkable Sam fu recuperato dall'acqua, aggrappato ad un'asse di legno proveniente da una lancia distrutta, "arrabbiato ma abbastanza in salute".
In seguito, venne affidato all'equipaggio del HMS Lightning, per poi tornare sul HMS Legion, dal quale era stato tratto in salvo ai tempi dell'affondamento del Cossack. Il Legion sarebbe stato affondato l'anno successivo, mentre il Lightning due anni dopo, nel 1943.

## Ritiro
Dopo l'affondamento dell'Ark Royal, Oscar fu trasferito agli uffici del Governatore di Gibilterra e poi rimpatriato nel Regno Unito per essere affidato ad un marinaio di Belfast. Morì nel 1955.
Oscar è protagonista di un ritratto (Oscar, il gatto della Bismarck) eseguito dall'artista Georgina Shaw-Baker, di proprietà del National Maritime Museum di Greenwich.

## Leggenda metropolitana
In epoca moderna, il ruolo di "gatto della nave" - come mascotte e per il controllo delle infestazioni di topi, specialmente in tempo di guerra - è effettivamente attestato o suggerito da alcuni resoconti e fotografie, ma, come riportato da Frank Allen della HMS Hood Association, alcuni ricercatori ritengono inventata o esagerata la storia del gatto Oscar, sia per l'insufficienza di evidenze documentali che per alcune contraddizioni tra i resoconti ed incongruenze nella dinamica degli avvenimenti.